# Tacurong
Tacurong est une localité de la province de Sultan Kudarat, aux Philippines. En 2015, elle compte 98 316 habitants.